# Рату (станция метро)
«Ра́ту» (порт. Rato — Мышь) — станция Лиссабонского метрополитена. Находится в юго-западной части города. Является конечной станцией Жёлтой линии (Линии Подсолнечника). Соседняя станция — «Маркеш-ди-Помбал». Открыта 29 декабря 1997 года. Станция была названа так же, как и площадь, на которой она расположена. Дословно с португальского название переводится как «Мышь». Произошло данное название от прозвища Луиша Гомиша ди Са и Менезиша, который основал на площади монастырь Троицы Камполиди (порт. Trinitárias de Campolide).

## Описание
Станция построена в рамках расширения Жёлтой линии в направлении района Алкантара.
Художественным оформлением станции занималась семейная пара художников — Мария Элена Виейра да Силва и венгр Арпад Сенеш. Мануэл Каргалейру, являясь главным художником, выбрал две картины их авторства для размещения на станции: «Расширение города» (фр. Ville en Extension) Марии да Силва и «Банкет» (фр. Banquet) Арпада Сенеша. Кроме того на станции установлены два бронзовых бюста работы скульптора Франсишку Симойнша, посвящённые этим двум художникам.

## Галерея

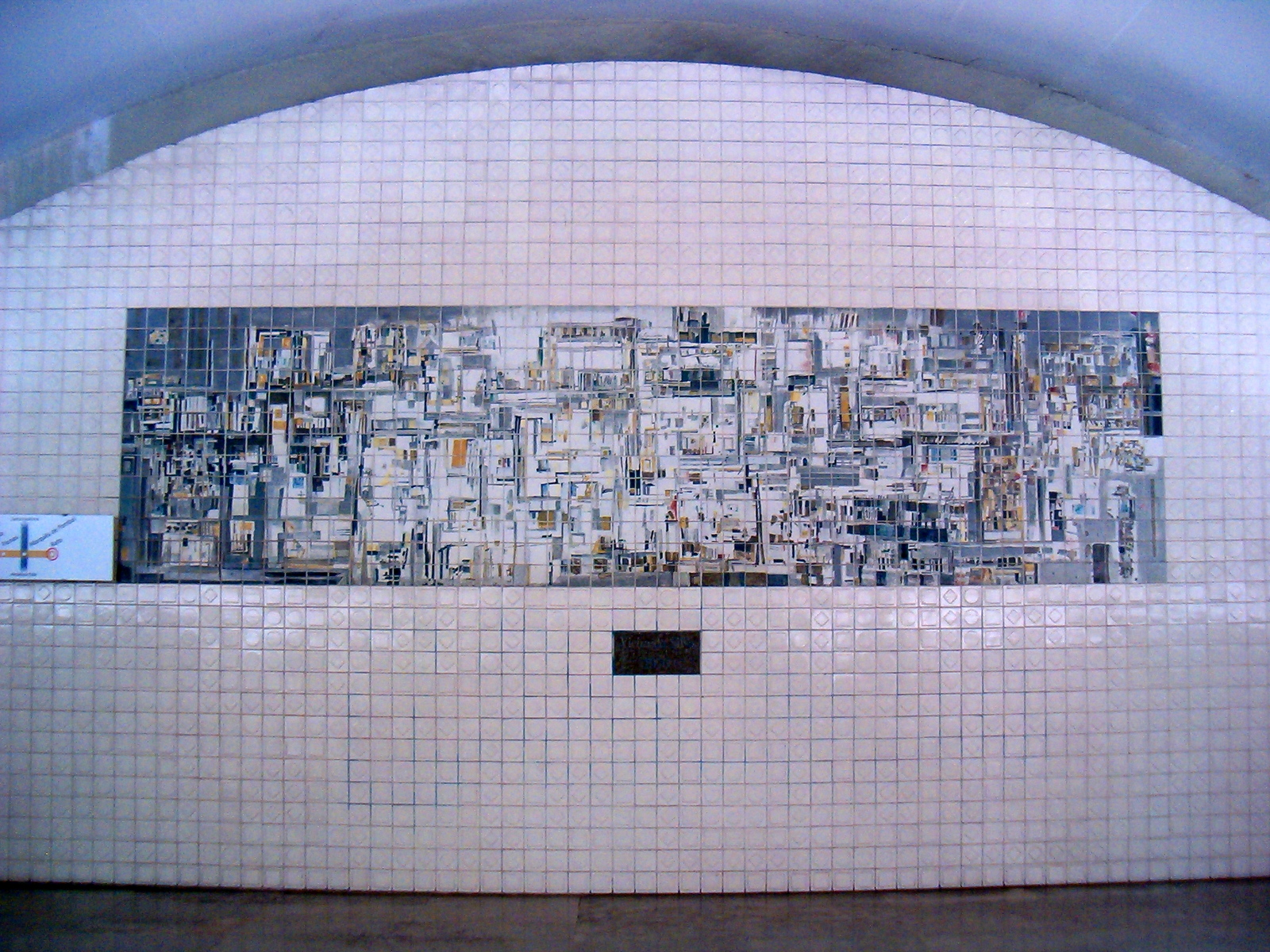
Картина «Расширение города»
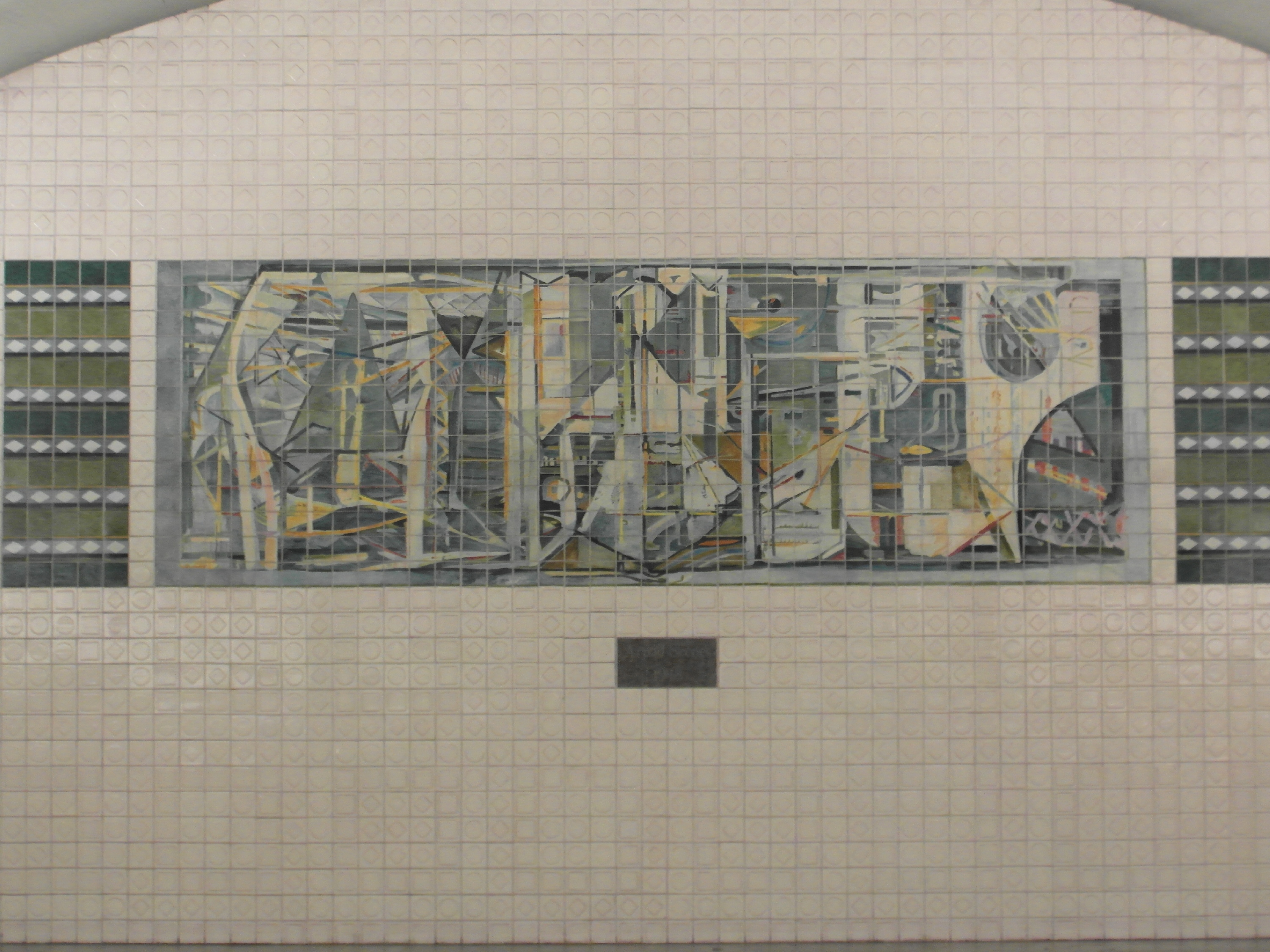
Картина «Банкет»
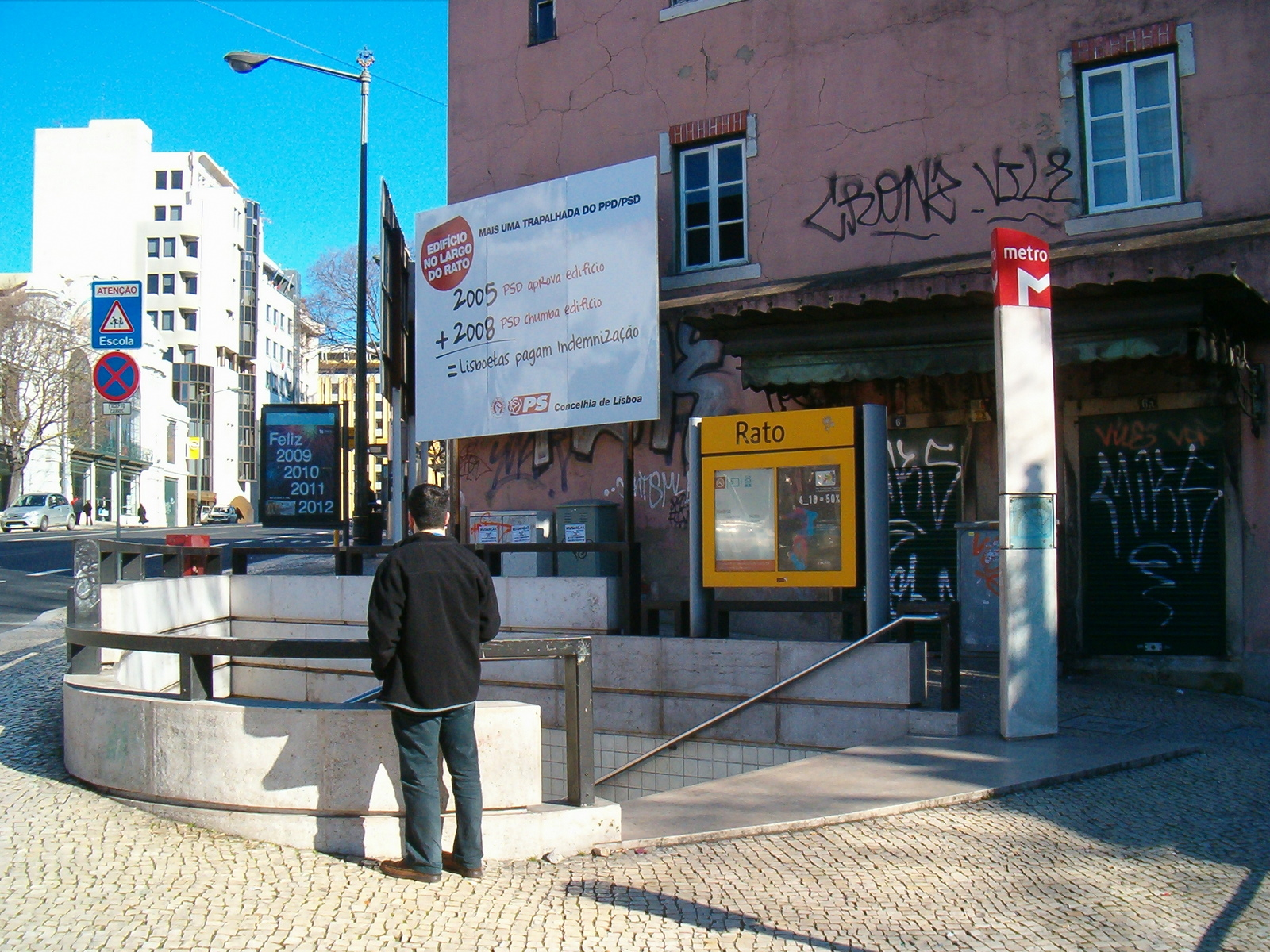
Вход на станцию
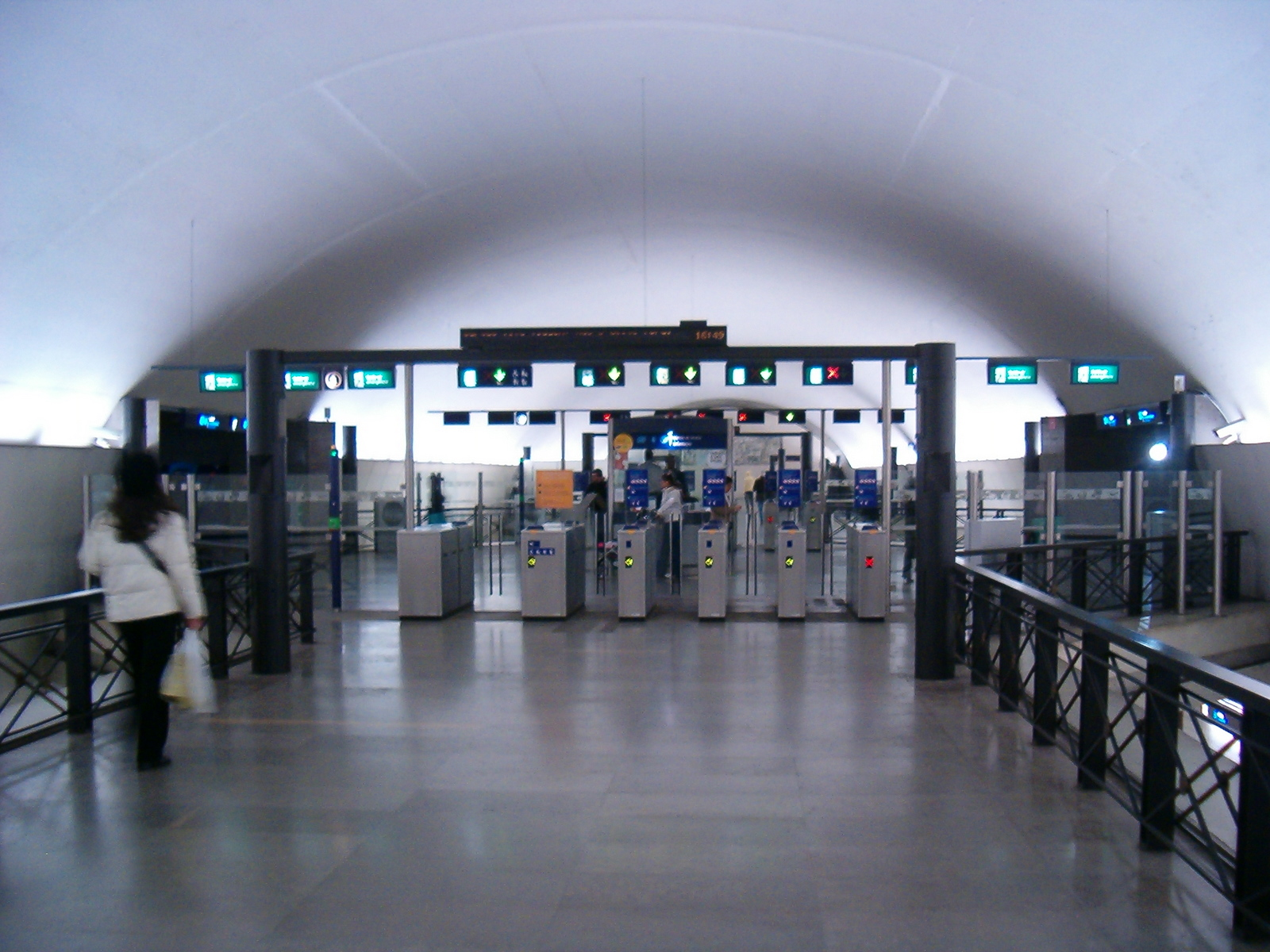
Пропускные турникеты
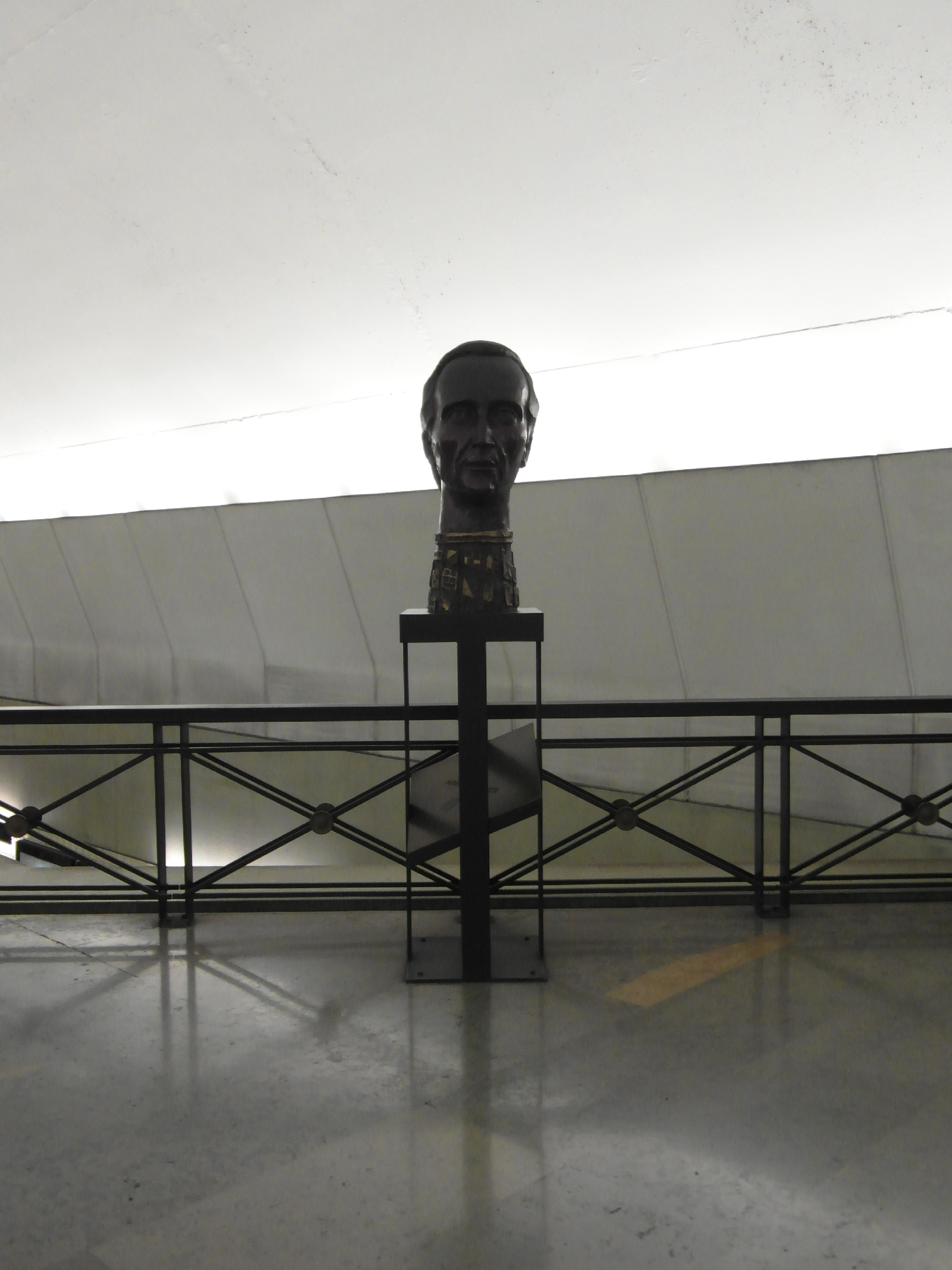
Бюст Арпада Сенеша